# Exile on Main St.
Exile on Main St. —en español: Exilio en la calle Principal— es el décimo en el Reino Unido y duodécimo en los Estados Unidos álbum de estudio de la banda de rock británico The Rolling Stones, publicado en el año 1972. Este se comenzó a grabar a mediados de julio de 1971 en una mansión que el guitarrista Keith Richards alquiló en el sur de Francia después de que la banda decidiera marcharse de Inglaterra por graves problemas con el fisco. Además, Richards comenzó a consumir grandes cantidades de droga hasta el punto de que se mantenía varios días despierto, haciendo que los Stones tuvieran grandes dificultades para concentrarse. La producción, encabezada por el estadounidense Jimmy Miller, cuarta consecutiva y penúltima con el grupo, se finalizó en Los Ángeles, California, en marzo del siguiente año. Salió al mercado como un álbum doble (el disco más largo de la banda) el 12 de mayo bajo el sello discográfico de la banda Rolling Stones Records, y distribuido en Norteamérica por Atlantic Records.
Cuenta Richards en sus memorias (Vida, 2010) que, una vez asentados en la costa mediterránea de Francia, compró una lancha con la que varios Stones y algunos amigos solían bordear la costa francesa hasta Mónaco e incluso hasta Italia, donde solían desayunar. Recorrían con tanta frecuencia esa ruta que comenzaron a llamarla Main St. Ello, unido al hecho de haber tenido que salir de Inglaterra por los altísimos impuestos de la Corona, que les hacía sentirse exiliados dio nombre a este álbum. Richards piensa que tuvo tanto éxito en EE. UU. porque prácticamente en todas las ciudades existe una Main St.
Este material discográfico tiene gran influencia de la música afroamericana, contiene además de los sonidos clásicos de rock and roll, country, blues y rhythm and blues que la agrupación inglesa había empleado en sus trabajos anteriores, toques de otros géneros musicales inéditos en ellos como rockabilly, boogie-woogie, jazz y góspel. Las mayoría de las letras siguen la misma fórmula de la canción rock, hablando de mujeres, sexo y drogas (pero con las referencias sexuales y sobre drogas menos explícitas que en su antecesor Sticky Fingers de 1971), más algunas tienen carácter más personal, contando la soledad y alienación que sufrían al ser estrellas de rock. El fotógrafo suizo-estadounidense Robert Frank se encargó de la fotografía de la portada, inspirada en su obra The Americans, y John Van Hamersveld de su diseño.
Debutó en el número uno de las listas de los más vendidos en los Estados Unidos y del Reino Unido en julio de 1972 y se convirtió en un gran éxito comercial, certificándose disco de oro en la Unión Americana a un par de semanas del lanzamiento. Hasta la fecha ha vendido más de un millón de copias en los Estados Unidos. De él se desprendieron dos sencillos promocionales, «Tumbling Dice» y «Happy», los cuales tuvieron éxito en las carteleras. Pese a la gran aceptación popular tuvo una fría acogida por parte de la crítica, señalándolo como «mal producido, mal organizado, autoindulgente y carente de números clave». Después fue revalorado y comenzó a ser considerado uno de los mejores trabajos realizados por el grupo, la crítica lo coloca como el mejor, y uno de los discos más importantes de la historia del rock. El álbum es apreciado por estos como el último de una serie que empezó con el Beggars Banquet y que se considera la «cima creativa» de la carrera de los Stones.
La revista Rolling Stone lo posicionó en el séptimo puesto en su lista de Los 500 Mejores álbumes de todos los tiempos.

## Grabación y producción

### Antecedentes: «Exilio» de Inglaterra

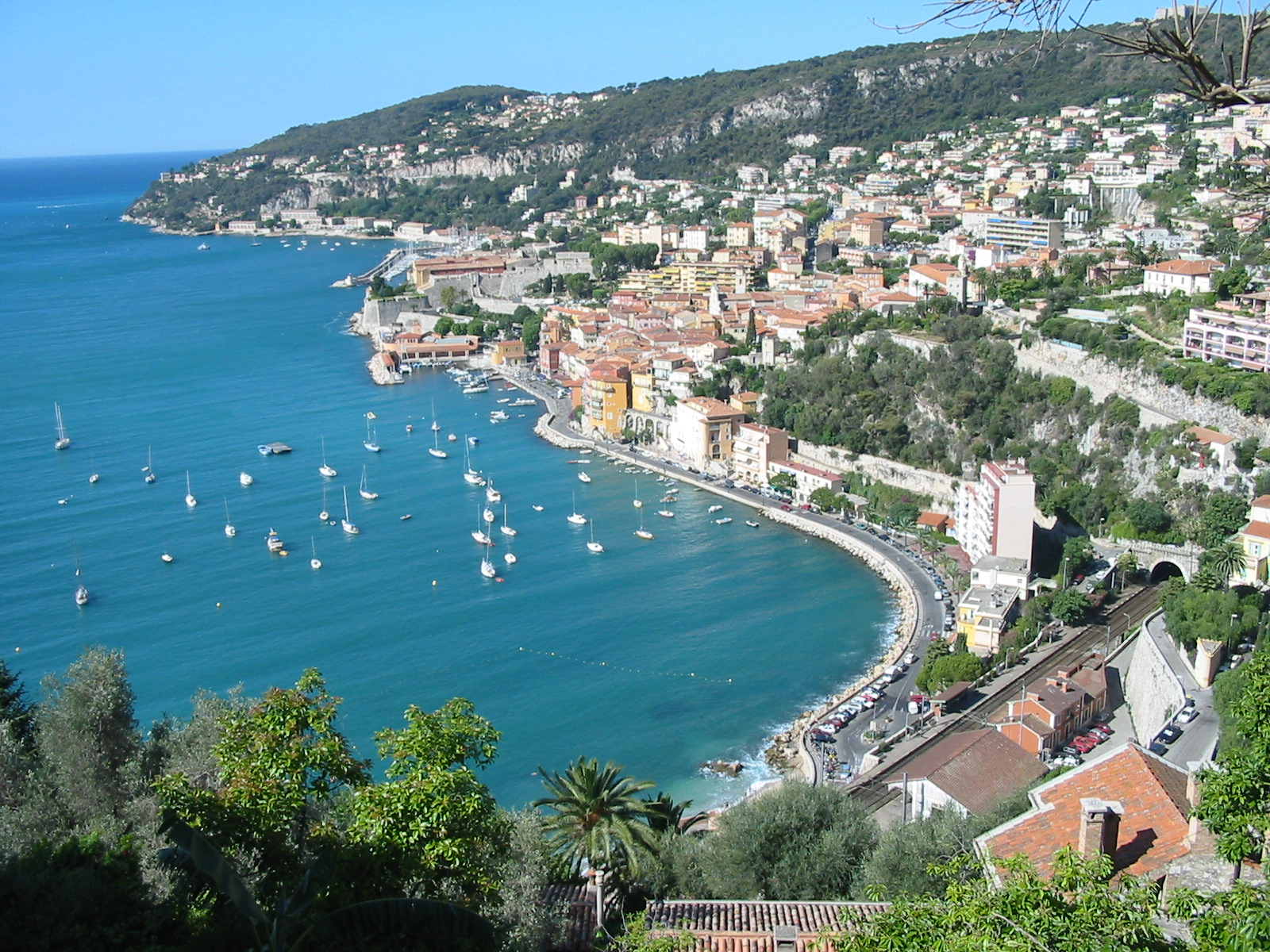
Villefranche-sur-Mer, es un pueblo ubicado al sur de Francia, donde fue grabado parte del más aclamado álbum de The Rolling Stones.

En la primavera de 1971, después de terminar el Sticky Fingers, los Stones abandonaron Inglaterra por consejo del príncipe Rupert Lowenstein, asesor financiero del grupo, amigo de Mick Jagger y descendiente de la familia Rothschild. Perseguían evitar de este modo la bancarrota debido a los impuestos elevados y a las importantes deudas que habían contraído con el fisco británico desde principios de 1970, durante el gobierno laborista de Harold Wilson. El príncipe analizó los pros y contras de que la banda se quedase en el país y decidió recomendarles que por su bien se mudaran durante un par de años a Francia.

En cierta forma fue muy bueno para la banda. Nos miramos a la cara unos a otros y dijimos «Esta bien, nos exiliaremos en Francia...» de cierta forma es lo que los Stones decidieron, estaríamos en esto durante más tiempo del que se pensaba. Inclusive por nosotros mismos.
Keith Richards

El 5 de abril de ese año decidieron dejar Inglaterra y fijar su residencia en Francia. Una vez establecidos, los miembros de la banda se dispersaron. El baterista Charlie Watts pasó a vivir en algún lugar cerca de Aviñón, mientras que el cantante Mick Jagger y su esposa Bianca se mudaron a Saint-Tropez, aparentemente a petición de ella, que deseaba mantenerse alejada del proyecto. Por su parte, el guitarrista Keith Richards, su mujer Anita Pallenberg y su hijo Marlon se instalaron en la ciudad de Villefranche-sur-Mer, cerca de Niza y Cannes. Richards alquiló un château, Villa Nellcôte, que había sido usada como cuartel de la Gestapo durante la Segunda Guerra Mundial. A la Costa Azul se desplazarían, además de la banda, amistades, aduladores y proveedores de drogas.

### Sesiones en Nellcôte
Al no encontrar un lugar apropiado para las sesiones del disco, los Stones decidieron acondicionar el sótano de Nellcôte. En una entrevista realizada en 1979, Richards mencionó que la idea original era que la grabación se realizaría en una granja en las colinas, pero ante la imposibilidad de encontrar una ubicación adecuada, ofreció la casa para cumplir esa finalidad.
Charlie Watts debía viajar siete horas diarias para llegar a las grabaciones, es por ello que con el tiempo decidió instalarse en Nellcôte. En la mansión también se hospedaron los técnicos e ingenieros de sonido, los músicos adicionales y las novias de ellos; en total, más de setenta personas alojadas durante un periodo casi cinco meses. Mick Taylor mencionó que la grabación del disco parecía «una colonia de vacaciones»:

Raro era el día en el que no había más de cuarenta personas a la mesa a la hora del almuerzo, y lo curioso es que eran diferentes cada día. Te levantabas en la mañana, bajabas a desayunar y podrías encontrarte a Anita fumándose un porro sentada en la escalera y a su lado Keith ensayando con la acústica «Sweet Virginia», y mientras en la habitación de al lado, Bill llevaba desde las 10 de la mañana haciendo sus partes de bajo con un amigo de Keith dormido sobre los amplificadores. Evidentemente hubiera sido difícil hacer eso en Inglaterra.
Mick Taylor

La pareja del bajista Bill Wyman, Astrid Lundström, mencionó que hasta antes de las grabaciones del Exile, las familias o novias de los integrantes del grupo nunca o rara vez socializaban:

Los Stones sólo se juntaban para trabajar. Pero aquí, estabamos inesperadamente conviviendo en un país extranjero, teniendo que conocernos. El sábado venían Keith con Anita y los niños, y podría estar acompañado de otros como Ahmet Ertegün, quien venía desde Estados Unidos. Entonces llegaba Mick en su motocicleta, todo era muy social, personas saltando a la piscina con la ropa puesta, cosas como esa.
Astrid Lundström

Las grabaciones en Nellcôte comenzaron a mediados de julio de 1971 y en general fueron caóticas. La casa sufría habitualmente de varios problemas con la electricidad, por lo que, para no necesitar la electricidad de la residencia, la banda desvió ilegalmente el cableado de las vías ferroviarias aledañas para darle poder a su estudio móvil. En una ocasión un ladrón entró por la noche a la mansión y hurtó gran parte de la colección de guitarras de Richards, y otra, al cocinero de la banda se le olvidó cerrar el gas e hizo estallar la cocina provocando un gran incendio. Las sesiones estuvieron condicionadas por la adicción de Richards -el anfitrión- a la heroína, lo que le llevaba a ausentarse con frecuencia de las sesiones. Además de una importante cantidad de drogas, la casa también recibía un flujo continuo de visitantes, entre los que estaban William Burroughs, Terry Southern, John Lennon o Gram Parsons. Parsons había intimado con Richards en 1968 y había influido en su gusto por la música country. Estuvo varias semanas con los Stones consumiendo droga hasta que Richards acabó por echarlo debido a su comportamiento y al de su esposa.
El bajista del grupo, Bill Wyman, recuerda que la banda solía tocar cada noche, de ocho de la tarde hasta las tres de la madrugada, aunque siempre había alguien que faltaba. Por su parte, Jagger acababa de casarse en mayo con la modelo nicaragüense Bianca Pérez Morena de Macías y solía escaparse a menudo de las grabaciones para visitarla debido a lo avanzado de su embarazo. Durante el transcurso de la grabación del Exile nació la primera hija de la pareja, Jade Jagger, el 21 de octubre de 1971.
El grupo disponía de varias maquetas descartadas de sus álbumes anteriores, como «Shine a Light» y «Sweet Virginia», la mayoría de ellas se habían grabado entre 1969 y 1970, en las sesiones de Let It Bleed y Sticky Fingers realizadas en los estudios Olympic y en Stargroves, (con la unidad móvil de la banda) la casa de campo de Mick Jagger en Newbury, Inglaterra. Precisamente, la banda había roto relaciones con su anterior mánager, Allen Klein, quien se había hecho con los derechos en exclusiva de toda su obra de los sesenta. En estas circunstancias, los Stones pretendían evitar a toda costa que estas otras canciones también pasasen a su control.

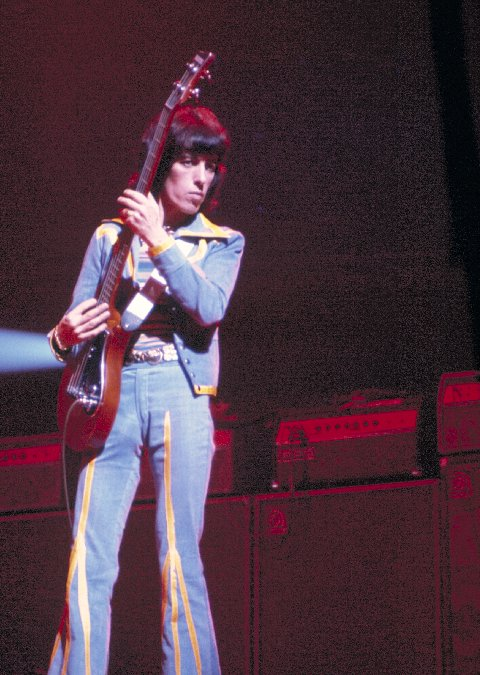
Al bajista Bill Wyman no le gustó el ambiente en Nellcôte y sólo participó en contadas sesiones.

El trabajo en Nellcôte acabó en octubre de 1971, después de que la policía francesa acudiese a la mansión para interrogar a sus residentes acerca de la visita de traficantes de droga. De este periodo salieron las primeras versiones de «Tumbling Dice» (llamada «Good Time Woman»), «Sweet Black Angel», «Let It Loose» y «Rip This Joint», y las versiones finales de «Casino Boogie», «Happy», «Rocks Off», «Soul Survivor» y «Ventilator Blues»; también se grabaron «Fast Talking Slow Walking», «Fragile» y «I Ain't Signifying», pero fueron descartadas del disco. Los principales músicos que participaron en las grabaciones en Francia fueron Mick Jagger, Keith Richards, Bobby Keys, Mick Taylor, Charlie Watts y el productor Jimmy Miller (que era baterista y sustituyó a Watts en «Happy» y «Shine a Light»). A Wyman no le gustó el ambiente de la casa de Richards, por lo que se abstuvo de participar en muchas de las sesiones. Sólo interviene en ocho de las canciones del álbum; en las restantes composiciones, el bajo lo tocan Taylor, Richards y Bill Plummer.

### Producción en Los Ángeles

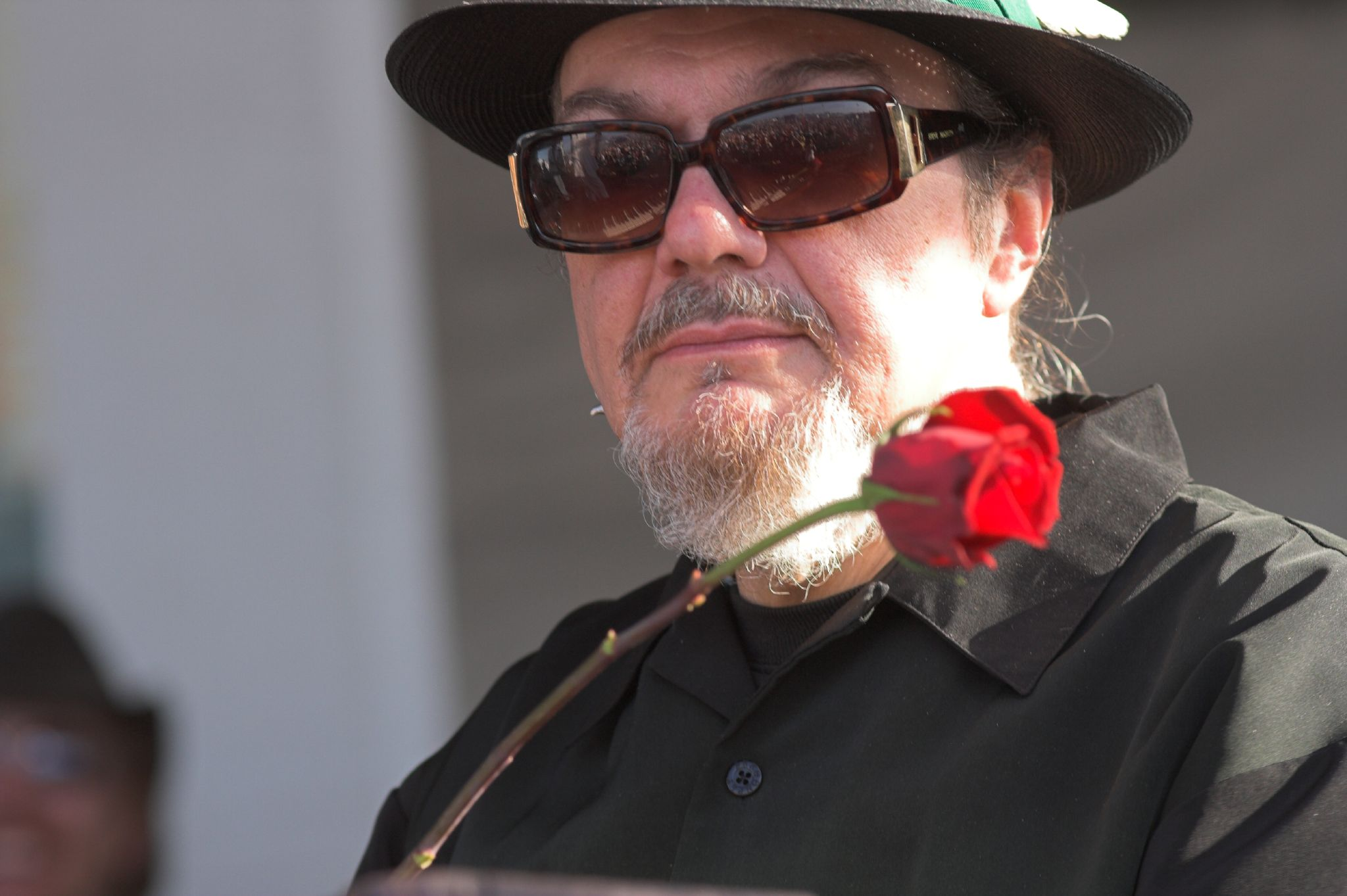
El pianista y cantautor Dr. John colaboró con The Rolling Stones en «Let It Loose» mientras la banda grababa en Los Ángeles, California.

Después del incidente con la policía los Stones se dirigieron a Los Ángeles, California, donde terminaría de elaborarse el álbum. Se comenzó a mezclar en los estudios Sunset Sound en diciembre de 1971 y se terminó a mediados de febrero de 1972, fue entonces cuando varias canciones básicas del disco recibieron los toques finales (probablemente «Rip this Joint», «Shake Your Hips», «Casino Boogie», «Happy», «Rocks Off», «Turd on the Run» y «Ventilator Blues»). También se añadieron más temas: «I Just Want to See His Face», «Torn and Frayed» y «Loving Cup». Para estas grabaciones se llevaron a los pianistas Billy Preston y Malcolm Rebennack, conocido como Dr. John, para que interviniesen en las piezas, así como a varios vocalistas de la ciudad para interpretar las voces de fondo (Clydie King, Venetta Fields, Kathi McDonald, Jesse Kirkland, Joe Green, Tamiya Lynn, Sherlie Matthews) además de Bill Plummer que colaboró en el bajo en «I Just Want to See His Face»; Al Perkins, que tocó la steel guitar en «Torn and Frayed»; y Richard Washington (que firmó como "Amyl Nitrate"), que tocó las marimbas en los arreglos finales de «Sweet Black Angel».
A varias de las canciones se les añadieron arreglos con influencias de la música góspel, en parte inspirados por una visita de Jagger y Preston a una iglesia evangélica local. Entre el 24 y 25 de marzo del mismo año el productor Jimmy Miller y el ingeniero de sonido Andy Johns se trasladaron a los estudios Wally Heider para realizar el mezclado final del disco.

## Arte gráfico
El diseño de la portada del Exile on Main St. quedó a cargo de John Van Hamersveld y Norman Seeff. Van Hamersveld era un artista gráfico que había trabajado preferentemente creando pósteres para conciertos y películas, y que ingresó al mundo de la música cuando diseñó la portada del álbum Magical Mystery Tour de The Beatles, mientras que Seeff era el fotógrafo y director artístico de la United Artist Records. Cuando se conocieron, Seeff se comprometió a trabajar con la banda el librillo de canciones del Exile. Pronto Seeff lo contrató y se fueron a Bel Air, donde se hospedaba en grupo mientras finalizaba la producción del álbum.
Al lugar también arribó el fotógrafo y director de cine suizo Robert Frank. Jagger y Richards congeniaron rápidamente con el fotógrafo debido a que también simpatizaban con la corriente Beat, en la cual tenía Frank varios amigos. Según Van Hamersveld, la banda se consideraba «un reflejo de los Estados Unidos de la década de los 50», y es por ello que Jagger (quien conocía el trabajo de Frank) y Richards le pidieron a Frank que se encargara de la fotografía de la portada. El suizo tomó como referencia su trabajo The Americans (1958), el cual estaba integrado por un conjunto de fotografías que realizó durante 1955 y 1956 y componían un retrato de Estados Unidos en los años 50.
John Van Hamersveld quería que de alguna forma la portada reflejara la anarquía y el caos que se había vivido durante la grabación del material. Partiendo de esta idea Frank tapizó con fotografías en blanco y negro de personas extrañas y fenómenos de circo el muro de un establecimiento donde se realizaban tatuajes de Nueva York a fin de realizar un collage. Haciendo contraste con la primera fotografía, Frank realizó con un procedimiento similar otro collage, pero integrado por fotografías de los integrantes de la banda. Los resultados fueron registrados por el fotógrafo en su cámara Canon súper 8, y adornados por la caligrafía de Mick Jagger, quien escribió todos los créditos y títulos de las canciones a petición de Frank para redondear el aspecto poco elegante del trabajo. Dentro del folleto del Exile se apreciaban distintas imágenes de los integrantes haciendo actividades cotidianas y primeras planas de distintos tabloides que anunciaban noticias violentas, yuxtapuestos con pequeñas líneas seleccionadas de las letras del álbum. Se podían leer «I gave you the diamonds/you gave me disease», «Got to scrape the shit right off your shoes», y «I don't want to talk about Jesus/I Just Want to See His Face»; pertenecientes a «Let It Loose», «Sweet Virginia» y «I Just Want to See His Face», respectivamente.

## Contenido
Exile on Main St. es un álbum doble con dieciocho canciones repartidas en cuatro caras. Sus composiciones abarcan una amplia variedad de influencias y estilos, desde el rock y el blues hasta el soul o el góspel.
- «Rocks Off», es la primera canción del disco, una pieza de rock en la que intervienen las guitarras de Richards y Taylor, el piano de Nicky Hopkins y Jim Price y Bobby Keys con los instrumentos de viento.
- «Rip This Joint», cuenta con la desgarrada voz de Jagger y el piano de Hopkins, es una canción inspirada en el estilo rockabilly y en la música boogie woogie. Fue considerada durante mucho tiempo la composición más rápida del grupo.[26]
- «Shake Your Hips», es una versión de un tema del músico de blues Slim Harpo.
- «Casino Boogie», grabada en el sótano de Nellcôte y en la que Richards toca el bajo.
- «Tumbling Dice», primer sencillo del álbum, es la canción más conocida del mismo y ha sido interpretada con frecuencia en las actuaciones del grupo. La letra habla de un amante infiel y realiza numerosas alusiones al juego. Una primera versión de la pieza, titulada «Good Time Woman», se remonta a las grabaciones de Sticky Fingers. Linda Ronstadt realizó una versión de la canción en 1978 que consiguió buenos resultados en las listas de sencillos.[27]
- «Sweet Virginia», una composición country en la que Jagger toca la armónica.
- «Torn And Frayed», en esta el músico Al Perkins tuvo que sustituir a Richards en la guitarra slide debido a que este tuvo que someterse a una cura de desintoxicación.[12]
- «Sweet Black Angel», una canción protesta escrita por Jagger sobre la activista afrodescendiente Angela Davis, miembro de las Panteras Negras.
- «Loving Cup», una maqueta de las sesiones de Let It Bleed que había sido interpretada en directo en el concierto homenaje a Brian Jones en Hyde Park.
- «Happy» es, al menos hasta la actualidad, el único sencillo del grupo cantado por Richards. A diferencia de otras canciones del álbum, no procede de maquetas previas, sino que fue grabado por primera vez en Nellcôte. La guitarra del tema emplea la afinación abierta en sol, la técnica que Richards tomó de Ry Cooder.[12] En esta canción el productor Jimmy Miller interviene en la batería y Bobby Keys en el saxofón, mientras que Richards se hace cargo del bajo.[28]
- «Ventilator Blues» fue la única composición por la que Mick Taylor consiguió un crédito de autor mientras estuvo en los Stones. La contribución de Taylor fue el riff de guitarra.[29]
- «I Just Want to See His Face» es un tema góspel con influencias en el blues, folk y soul del sur de los Estados Unidos en el que Richards toca el piano eléctrico y la banda experimenta con las voces (con aportación de las cantantes góspel Clydie King, Vanetta Field, y Jesse Kirkland). Todo ello dio a la pieza una atmósfera densa, precursora de los sonidos de las producciones de bandas como Sonic Youth y Tom Waits.[30]
- «Let It Loose», una balada con influencias de soul y góspel que cuenta con Dr. John en las voces de fondo.
- «All Down the Line», en la canción figura Ian Stewart tocando el piano y está cantada por Richards y Jagger. Es otro de los temas que se convirtió en habitual de los conciertos del grupo.
- «Stop Breaking Down», una versión de una pieza de blues de Robert Johnson, cuya autoría se acreditó erróneamente como «tradicional» (en Beggars Banquet y Sticky Fingers también se publicaron sendas versiones con acreditaciones incorrectas).[12]
- «Shine a Light», es una pieza góspel rescatada de las sesiones de Beggars Banquet. Su sonido se basa en la combinación de órgano y piano de Billy Preston. La voz es responsabilidad absoluta de Mick Jagger, apoyado por un grupo (Vanetta Field, Clydie King, Joe Green, y Jesse Kirkland) montado por el mismo Preston, ya que este quería el sonido típico de los coros eclesiásticos propios de las iglesias estadounidenses.[31] Mick Taylor es el responsable del solo.
- «Soul Survivor», es el último tema del álbum, en este de nuevo Richards tuvo que tocar el bajo.

## Lanzamiento

### Promoción
En los carteles publicitarios del álbum Van Hamersveld le sugirió a Marshall Chess, el mánager de ese momento de la banda, que usara la imagen de un hombre con tres bolas de billar en la boca, misma que se aprecia en el collage de la portada, él la calificó como «la foto más increíble que he visto en mi vida». El álbum fue precedido por la publicación de su primer sencillo el 14 de abril de 1972. La canción principal del mismo era «Tumbling Dice», que estaba acompañada por «Sweet Black Angel» en la cara B. «Tumbling Dice» alcanzó el puesto número siete en las listas de éxito estadounidenses y el número cinco en el Reino Unido. Por su parte, Exile on Main St. se publicó el 12 de mayo y fue un éxito comercial en ambos lados del Atlántico al situarse en el primer puesto de las listas de las producciones más vendidas en Estados Unidos, Canadá, Gran Bretaña, Noruega y Países Bajos. Su éxito fue tal que a quince días de ponerse a la venta, la más reciente colección de canciones de The Rolling Stones recibió un disco de oro en la Unión Americana por más de 500 000 copias vendidas. El doble LP permaneció en las listas de popularidad de EE. UU. durante 43 semanas.
Tras la edición del trabajo, durante los meses de junio y julio, el grupo realizó una gira de conciertos por América del Norte, la primera en tres años, durante la cual interpretaron muchos de los temas de Exile. «Happy», único lanzamiento de la banda cantada por Richards, fue el segundo sencillo del álbum; contó con «All Down the Line» en la cara B. Su último corte escaló hasta el número 22 en la lista de Billboard Hot 100 de América. El 31 de mayo de 2000, Exile recibió disco de platino por más de un millón de discos vendidos en los Estados Unidos.
El disco fue remasterizado y reeditado en un único CD por Virgin Records en el año 1994. El título del trabajo ha sido aludido en múltiples ocasiones en las obras de otros artistas. Por ejemplo, el grupo británico de acid house Alabama 3 tituló su disco de debut como Exile on Coldharbour Lane. Quizá la referencia más notable sea la del cantante y compositor de música indie Liz Phair, cuyo primer álbum se llamaba Exile in Guyville. Phair afirma que dicha obra era una respuesta canción a canción a Exile on Main St.. Además, la banda de noise rock Pussy Galore publicó una versión de todo el disco. Finalmente, el grupo de post-grunge Matchbox Twenty tituló su álbum de 2007 como Exile on Mainstream.

### Recepción crítica

#### Primeras reacciones

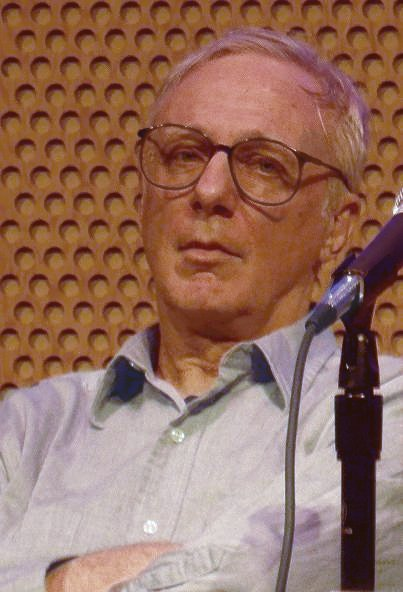
Robert Christgau.

La crítica no dio un buen recibimiento al álbum en el momento de su publicación a pesar del éxito comercial que gozaban, señalaban que el disco sufría de una mala producción, mala organización (lo anterior tal vez se deba a las condiciones en las que se grabó), era autoindulgente y carecía de números clave, común en las anteriores producciones de The Rolling Stones, a su parecer la única canción destacada de todo el doble LP era «Tumbling Dice». Sin embargo, el crítico de música y autonombrado «Decano de los críticos de rock» Robert Christgau lo nombró en 1972 «el mejor disco del año»:

Innegablemente lo mejor del año, esta desgastada obra maestra es el súmmum del rock del año 72. Incluso ahora, siempre me complace cualquiera de las cuatro caras, aunque tuve que escucharlo veinticinco veces para comenzar a comprender de lo que los Stones eran capaces, y aún no he terminado la tarea.
 Robert Christgau

Lenny Kaye de la revista norteamericana Rolling Stone reseñó:

Hay canciones de lo mejor, hay canciones de lo peor, hay canciones que se convertirán en tus favoritas y otras en las que levantarás la aguja (del fonógrafo) antes de que inicien. Pero al final, Exile on Main St. repite en sus cuatro lados la misma canción con distintas variaciones como una especie de ready-mades de los Rolling Stones, si por un lado ellos dan muestra de su eterna constancia y atractivo, por otro puedes acabar el disco y quedarte con una vaga sensación de insatisfacción... Aunque, en referencia a que las piezas del Exile son algo mediocres, individualmente son bastante buenas. Sólo cuando se tocan juntas, sumando todos los lados, te mitiga su impacto... parece retomar donde Sticky Fingers se quedó, con los Stones tratando de lidiar con sus problemas y una vez más perdiéndose ligeramente... Innegablemente tiene buenos momentos de música, esta es una buena señal visible de que han vuelto a grabar prolíficamente, pero aún pienso que el mejor álbum de su etapa adulta todavía está por venir.
 Lenny Kaye

Otro que alabó la producción fue el crítico de rock Lester Bangs, pese a que inicialmente lo había descrito como «una especie de escandalosa tortura» cuando lo escuchó por primera vez, que para su artículo para la revista Cream en enero de 1973 escribió:

Los Stones aún tienen la fuerza para hacerte sentir como si estuviéramos ambos encerrados y heridos por las mismas barreras, frustraciones y tragedias. Exile es lo suficientemente denso como para ser apremiante: es muy difícil de escuchar, a la primera, la perfección y la furia detrás de esa densidad sombría que se asegura que tu vuelvas, escuchándola cada vez más con cada reproducción. Lo que escuchas tarde o temprano son dos cosas: primero una vislumbrante depresión sin fin sin igual quizás no vista desde The Rolling Stones, Now!, y un extraño de humanismo y amor emergente de un confuso frenesí...
 Lester Bangs

Sin embargo, otros críticos no ven a Exile como una obra maestra, más bien como un disco mediocre en el que sólo se observa la grave etapa de autodestrucción y excesos por la que pasaba la banda al no contar en absoluto con Keith Richards por su adicción a la heroína, Keith Moerer de la revista Harp señala:

De seguro has oído, leído y dicho: Exile on Main Street es uno de los diez mejores álbumes de rock de todos los tiempos, es el mejor álbum doble que se ha hecho, es el momento más alto de the Rolling Stones, su gran obra maestra. Sólo hay un problema con estas afirmaciones: Todas son absolutamente erróneas... Exile on Main Street cuenta con un puñado de algunos clásicos de los Stones —«Rocks Off,» «Happy,» y «Tumbling Dice»— y muchos grandes sonidos. Pero también con un relleno demasiado horroroso (y peor) para cualquier álbum que clama ser el mejor de todos los tiempos...No voy a recurrir al cliché de que Exile on Main Street es tan buen álbum doble que se debió haber hecho un álbum sencillo, porque eso no es cierto. Es un gran EP de seis canciones con un disco extra de excelentes demos que deberían enriquecerse y mezclarse mejor. Sin embargo, a treinta años de distancia de su lanzamiento, ha reunido tanto impulso crítico que es citado como lo mejor de la banda con pocos argumentos que porque lo es.
 Keith Moerer

#### Revaloración
No obstante, la reputación del mismo ha crecido desde entonces, hasta tal punto de que está considerado como su mejor disco por buena parte de la crítica y de los seguidores del grupo. Por ejemplo, en el año 2003 la revista Rolling Stone situó al disco en el puesto número siete en la Lista de Rolling Stone de los 500 mejores álbumes de todos los tiempos, elaborada a partir de la opinión de 273 miembros de la industria discográfica. Ese mismo año, Jagger afirmó estar sorprendido con el éxito del álbum, declarando no entender cómo «podía encantarle a todo el mundo». En su opinión, el trabajo de producción y mezcla era deficiente, pues por aquel entonces Jimmy Miller no estaba trabajando a su mejor nivel. También comentó que sólo un puñado de las canciones de la obra funcionaban cuando las tocaban en directo. Con anterioridad, en una entrevista concedida a Rolling Stone en 1971, Jagger había afirmado que, aunque el nuevo álbum era muy bueno, tenía demasiado rock and roll, mientras que él hubiese preferido haber podido experimentar con nuevos estilos.
Entre otras distinciones, en 1998 los lectores de la revista Q colocaron a Exile on Main St. en el puesto 42 en su selección de «los 100 mejores álbumes de todos los tiempos», mientras que en el 2000 la misma revista lo incluyó en el tercer lugar en su lista de «los 100 mejores álbumes británicos de todos los tiempos». Rolling Stone también destacó este trabajo al situarlo en el número 3 dentro de los 100 mejores discos del periodo comprendido entre los años 1967 y 1987.
En el año 2003, Pitchfork Media puso a Exile en la 11.ª posición dentro de los «100 mejores álbumes de la década de los 70», mientras que en el año 2001 el canal de televisión VH1 colocó a la obra en el 22 en su lista de los mejores discos de rock and roll. Por su parte, la revista Guitar World incluyó al trabajo en el número 19 dentro de su «lista de los 100 más grandes álbumes de guitarra de todos los tiempos», publicada en octubre de 2006. Finalmente, en el año 2007 la National Association of Recording Merchandisers (NARM) y el Salón de la Fama del Rock and Roll lo colocaron en el puesto número 6 en su lista de los 200 discos «definitivos» que «todo amante de la música debería tener».

## Gira promocional por América oStones Touring Party
Esta fue una gira muy publicitada, The Rolling Stones tenían planeado realizar una serie de conciertos por los Estados Unidos y Canadá entre los meses de junio y julio de 1972, pocas semanas después del lanzamiento del Exile. Esta llegó mucho más allá que una gira promocional cualquiera, se convirtió en un gran evento en la cultura pop de la época, estos llegaron a América con la reputación de ser «La Mejor Banda de Rock'n'Roll del Mundo». La atención del público en general se centró en sus múltiples facetas que quedaron marcadas en la conciencia popular, la primera como proveedores de una música cruda llena de R&B, y la segunda como el epítome de la decadencia bohemia, en comparación a los extintos y relativamente sanos competidores de Liverpool: The Beatles.

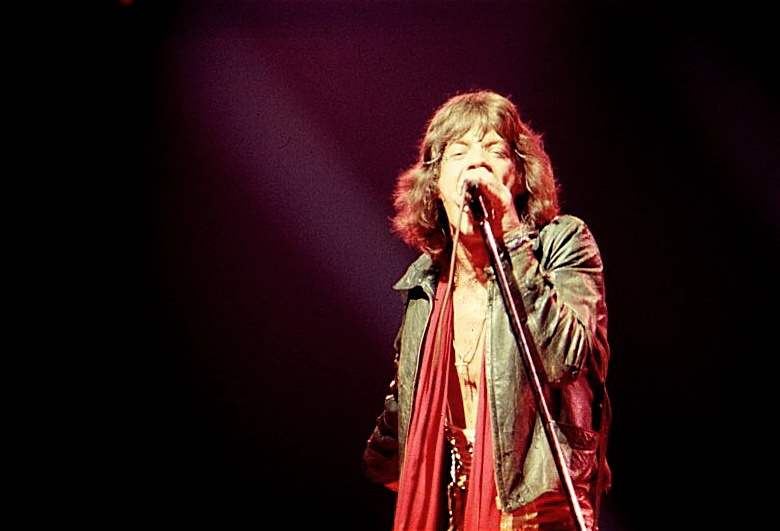
Mick Jagger durante un concierto en Nueva York, parte de la gira S.T.P. Tour de 1972.

Varios periodistas importantes fueron asignados a cubrir este evento, el más publicitado fue Truman Capote, quien fue enviado por la revista Rolling Stone junto con su amiga la actriz y socialite Lee Radziwill y su compañero, el artista Peter Hill Beard. Capote no tuvo buena relación con el grupo y abandonaron la gira en Nueva Orleans, para sólo cubrir el último show en el Madison Square Garden de la ciudad de Nueva York. Truman solía asistir regularmente a los programas de televisión como The Tonight Show, en estos relataba todos los malos incidentes que vivió durante su estancia con los Stones. También se realizó un especial para la televisión a cargo de Dick Cavett en la que se transmitió la presentación de los Stones en Nueva York, en dicho especial Cavett describió como el bajista Bill Wyman fumaba marihuana. La famosa gira también estuvo plagada de malos incidentes, principalmente por los graves altercados y tumultos en sus presentaciones que derivaban en el arresto de decenas de personas. En Montreal independentistas radicales de Quebec colocaron una bomba a uno de los camiones; además, Jagger y Richards fueron encarcelados por un breve período en Rhode Island tras agredir a un fotógrafo. La situación llevó al alcalde de Boston Kevin White a persuadir al Gobernador del Estado para que la banda se presentara y evitar más trifulcas, los Stones llegaron al concierto sólo que con unas horas de retraso. Otro caso que causó polémica fue su alojamiento en la mansión del magnate y dueño de la publicación para adultos Playboy Hugh Hefner, cuando estos visitaron Chicago.

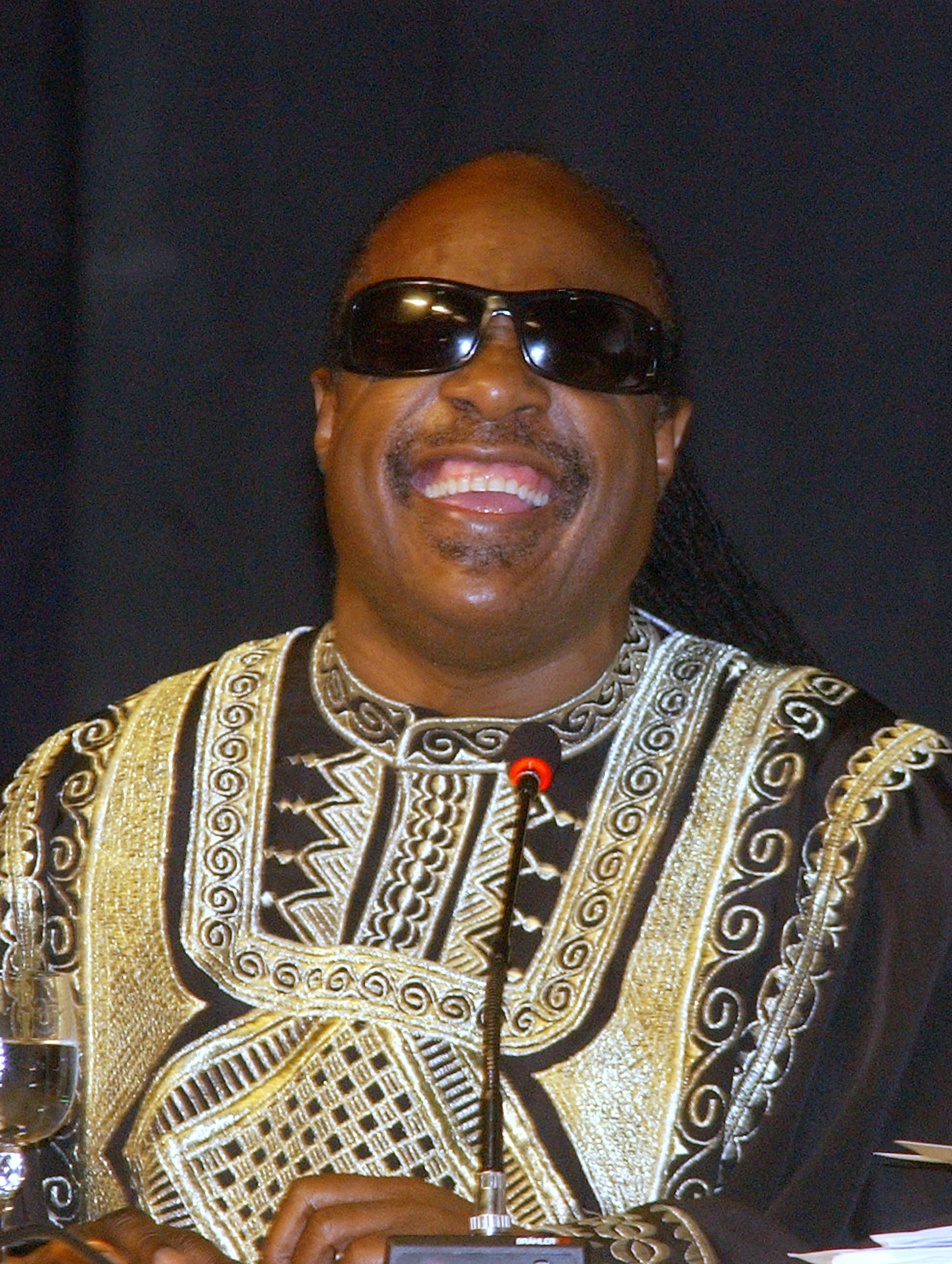
Stevie Wonder, telonero de The Rolling Stones durante el STP Tour.

Fuera de estos altercados, la gira fue un éxito rotundo, durante la misma los ingleses se concentraron en la interpretación de su material post-1968, debido a los problemas con los derechos de las canciones, que estaban en poder de su exmánager Allen Klein, y los cortes de su nuevo disco. Aunque de la travesía no salió un disco en vivo, principalmente por los problemas con Klein, se publicaron dos filmes. El primero era Ladies and Gentlemen - The Rolling Stones, dirigido y producido por Rollin Binzer, el cual nunca fue puesto en vídeo pero estuvo por tiempo limitado en los cines en 1974, y el segundo corrió a cargo de Robert Frank, de título Cocksucker Blues y perteneciente al género del cine de realidad. Esta película nunca se estrenó oficialmente debido a que fue impedida por los tribunales británicos por considerarla muy obscena (mostraba escenas muy explícitas en las que se observaban el uso indiscriminado de drogas, a Mick Jagger masturbándose y orgías) pero el cinematógrafo consiguió los derechos para mostrarla en pantalla una vez al año si Frank o un agente que actuara en su nombre estuviera presente.

## Reconocimientos
La siguiente información complementaria respecto a los reconocimientos de la crítica a Exile on Main St. está adaptada de AcclaimedMusic.net:
| Publicación               | País           | Lista                                                              | Año  | Posición |
| ------------------------- | -------------- | ------------------------------------------------------------------ | ---- | -------- |
| Entertainment Weekly      | Estados Unidos | Los 100 CD más grandes de todos los tiempos                        | 1993 | 1        |
| Mojo                      | Reino Unido    | Los 100 álbumes más grandes que se han hecho                       | 1995 | 4        |
| Karl Bruckmaier           | Suiza          | Los 101 álbumes más importantes de la historia del rock            | 1998 | *        |
| Wiener                    | Austria        | Los 100 mejores álbumes del siglo XX                               | 1999 | 40       |
| David Kleijwegt           | Países Bajos   | Los 100 mejores álbumes de todos los tiempos                       | 1999 | 5        |
| VH1                       | Estados Unidos | Los 100 mejores álbumes del Rock 'n' Roll                          | 2001 | 12       |
| New Musical Express       | Reino Unido    | Los 100 mejores álbumes de todos los tiempos                       | 2003 | 52       |
| Rolling Stone             | Estados Unidos | Los 500 mejores álbumes de todos los tiempos                       | 2003 | 7        |
| Q                         | Reino Unido    | Los 50 (+50) mejores álbumes británicos de todos los tiempos       | 2004 | 7        |
| Les Inrockuptibles        | Francia        | 50 Años de Rock'n'Roll                                             | 2004 | *        |
| Robert Dimery             | Estados Unidos | Los 1001 álbumes que debes escuchar antes de morir                 | 2005 | *        |
| Rolling Stone             | Alemania       | Los 500 mejores álbumes de todos los tiempos                       | 2005 | 3        |
| Time                      | Estados Unidos | Top 100 de los mejores álbumes de todos los tiempos                | 2006 | *        |
| Salón de la Fama del Rock | Estados Unidos | Los 200 definitivos: Los primeros 200 álbumes de todos los tiempos | 2007 | 6        |

(*) listas que siguen un orden cronológico.

## Lista de canciones
Todas las canciones escritas y compuestas por Jagger/Richards, excepto donde se indique.

| Cara uno |                                |          |  |
| N.º      | Título                         | Duración |  |
| 1.       | «Rocks Off»                    | 4:31     |  |
| 2.       | «Rip This Joint»               | 2:22     |  |
| 3.       | «Shake Your Hips» (Slim Harpo) | 2:59     |  |
| 4.       | «Casino Boogie»                | 3:33     |  |
| 5.       | «Tumbling Dice»                | 3:45     |  |

| Cara dos |                     |          |  |
| N.º      | Título              | Duración |  |
| 6.       | «Sweet Virginia»    | 4:27     |  |
| 7.       | «Torn and Frayed»   | 4:17     |  |
| 8.       | «Sweet Black Angel» | 2:54     |  |
| 9.       | «Loving Cup»        | 4:25     |  |

| Cara tres |                                                    |          |  |
| N.º       | Título                                             | Duración |  |
| 10.       | «Happy»                                            | 3:04     |  |
| 11.       | «Turd on the Run»                                  | 2:36     |  |
| 12.       | «Ventilator Blues» (Jagger, Richards, Mick Taylor) | 3:24     |  |
| 13.       | «I Just Want to See His Face»                      | 2:52     |  |
| 14.       | «Let It Loose»                                     | 5:16     |  |

| Cara cuatro |                                       |          |  |
| N.º         | Título                                | Duración |  |
| 15.         | «All Down the Line»                   | 3:49     |  |
| 16.         | «Stop Breaking Down» (Robert Johnson) | 4:34     |  |
| 17.         | «Shine a Light»                       | 4:14     |  |
| 18.         | «Soul Survivor»                       | 3:49     |  |

## Tomas descartadas
- «Exile On Main Street Blues» Grabado en los años '71—'72.

- «Ain't Gonna Lie» Grabado entre diciembre de 1971 y marzo de 1972.

## Relanzamiento
En 1994, Exile on Main St. fue remasterizado y reeditado por Virgin Records, junto con el resto del catálogo posterior a Get Yer Ya-Ya's Out, después de que la compañía adquiriera los másteres de producción del chelo propio de la banda. Esta remasterización fue lanzada inicialmente en formato CD edición coleccionista, que replicó en miniatura muchos elementos del empaquetado original del álbum en vinilo, incluyendo la inserción de las postales.
Universal Music emitió una nueva remasterización de Exile on Main St. en un paquete de lujo en mayo de 2010. De las 10 bonus tracks, cinco son tomas de las sesiones originales: «I'm Not Signifiying», una primera versión de «Tumbling Dice» titulado «Good Time Women», el instrumental «Title 5», y los suplentes de «Loving Cup» y «Soul Survivor», esta última con Richards como vocalista. Las otras cinco canciones fueron regrabados justo antes del lanzamiento de este paquete, nueva voz principal de Jagger en todas, los coros por los anteriores y actuales coristas de las giras Mizelle Cindy y Lisa Fischer, y una nueva parte de guitarra por Mick Taylor en «Plundered My Soul». En la selección de canciones, Richards dijo: «Bueno, básicamente es el registro y unas cuantas pistas que encontramos cuando estabamos revisando las bóvedas. Escuchando de nuevo todo lo que decíamos, "Bueno, esto sería una adición interesante"».
La mayoría de las pistas quedaron como se grabaron en el momento, con Richards continuando, «No había mucho que hacer y realmente no quería estar en el camino de lo que estaba allí. Le faltaba un poco de cuerpo aquí y allá, y toqué algo en acústico aquí y allá. Pero por lo demás, realmente quería dejarlos más o menos como estaban. Mick quería arreglar algunas cosas vocales, pero por lo demás, básicamente están como las dejamos hace 39 años. Mick tenía que cantar una voz real en «Plundered My Soul» porque no había una y Mick Taylor también grabó la guitarra rítmica en Londres». El resto de las canciones fueron, sin embargo, sólo completadas en el estudio para este lanzamiento, con letra escrita y las voces principales y coros nuevamente grabados. Jimmy Fallon anunció en su programa, Late Night with Jimmy Fallon, que iba a marcar el relanzamiento del álbum con una semana de músicos interpretando canciones del álbum. Phish, que había tocado el álbum en su totalidad en vivo en concierto antes, fueron el primer acto confirmado para unirse al homenaje.
El relanzanzamiento del álbum entró en el número uno en las listas del Reino Unido, casi 38 años después a la semana que primero ocupó esa posición. The Rolling Stones son el primer grupo que haya conseguido que un álbum de estudio regresara al número uno después de su primer lanzamiento.[cita requerida] También volvió a entrar en el número dos en las listas de EE. UU. vendiendo 76 000 copias durante la primera semana.
Exile 2010 Bonus Tracks
| Disco Bonus relanzamiento 2010 |                                                              |          |  |
| N.º                            | Título                                                       | Duración |  |
| 1.                             | «Pass the Wine (Sophia Loren)»                               | 4:54     |  |
| 2.                             | «Plundered My Soul»                                          | 3:59     |  |
| 3.                             | «I'm Not Signifying»                                         | 3:55     |  |
| 4.                             | «Following the River»                                        | 4:52     |  |
| 5.                             | «Dancing in the Light»                                       | 4:21     |  |
| 6.                             | «So Divine (Aladdin Story)»                                  | 4:32     |  |
| 7.                             | «Loving Cup» (Toma alternativa)                              | 5:26     |  |
| 8.                             | «Soul Survivor» (Toma alternativa)                           | 3:59     |  |
| 9.                             | «Good Time Women»                                            | 3:21     |  |
| 10.                            | «Title 5»                                                    | 1:47     |  |
| 11.                            | «All Down the Line» (Toma alternativa; bonus track en Japón) | 4:09     |  |

## Personal
| The Rolling Stones - Mick Jagger: voz principal, armónica; guitarra rítmica en «Tumbling Dice» y «Stop Breaking Down». - Keith Richards: guitarras, coros; voz principal en «Happy»; piano eléctrico en «I Just Want to See His Face»; bajo en «Casino Boogie», «Happy» y «Soul Survivor»; guitarra solista en «Tumbling Dice». - Mick Taylor: guitarras, guitarra slide; bajo en «Tumbling Dice», «Torn and Frayed», «I Just Want to See His Face» y «Shine a Light». - Bill Wyman: bajo. - Charlie Watts: batería. Técnica y diseño - Glyn Johns: ingeniero. - Andy Johns: ingeniero. - Joe Zaganno: ingeniero. - Jeremy Gee: ingeniero. - Doug Sax: masterización. - Robert Frank: fotografía, concepto artístico. - John Van Hamersveld: diseño. - Norman Seeff: diseño. Adicionales en el disco bonus del 2010 - Keith Richards: voz principal en «Soul Survivor (Alternative Take)». - Lisa Fischer: coros. - Cindy Mizelle: coros. - David Campbell: coros en «Following the River». - Don Was: producción. - The Glimmer Twins: producción. - Bob Clearmountain: ingeniero de mezcla: | Músicos adicionales - Nicky Hopkins: piano - Bobby Keys: saxofón; percusión en «Happy». - Jim Price: trompeta, trombón, órgano en «Torn and Frayed». - Ian Stewart: piano en «Shake Your Hips», «Sweet Virginia» y «Stop Breaking Down». - Jimmy Miller: batería en «Tumbling Dice», «Happy» y «Shine a Light»; percusión «Sweet Black Angel», «Loving Cup», «I Just Want to See His Face» y «All Down the Line». - Bill Plummer: contrabajo en «Rip This Joint», «Turd on the Run», «I Just Want to See His Face» y «All Down the Line». - Billy Preston: piano y órgano en «Shine a Light». - Al Perkins: pedal steel guitar en «Torn and Frayed». - Richard Washington: marimba en «Sweet Black Angel». - Clydie King, Venetta Fields: coros en «Tumbling Dice», «I Just Want to See His Face», «Let It Loose» y «Shine a Light». - Joe Green: coros en «Let It Loose» y «Shine a Light». - Dr. John: piano y coros en «Let It Loose». - Gram Parsons: coros en «Sweet Virginia» - Chris Shepard: pandereta en «Turd on the Run». - Jerry Kirkland: coros en «I Just Want to See His Face» y «Shine a Light». - Mac Rebennack, Shirley Goodman, Tami Lynn: coros en «Let It Loose». - Kathi McDonald: coros en «All Down the Line». |

## Posición en las listas
| Listas                         | Mejor posición |
| ------------------------------ | -------------- |
| Alemania (Media Control)       | 2              |
| Australia (Kent Music Report)  | 2              |
| Canadá (RPM)                   | 1              |
| España (Promusicae)            | 1              |
| Estados Unidos (Billboard 200) | 1              |
| Italia (FIMI)                  | 4              |
| Japón (Oricon)                 | 7              |
| Noruega (VG-lista)             | 1              |
| Países Bajos (MegaCharts)      | 1              |
| Reino Unido (UK Albums Chart)  | 1              |
| Suecia (Sverigetopplistan)     | 2              |

| Lista (1972)                   | Mejor posición |
| ------------------------------ | -------------- |
| Australia (Kent Music Report)  | 19             |
| Estados Unidos (Billboard 200) | 31             |
| Italia (FIMI)                  | 36             |
| Países Bajos (MegaCharts)      | 11             |
| Lista (2010)                   | Mejor posición |
| Alemania (Media Control)       | 84             |
| Estados Unidos (Billboard 200) | 176            |
| Países Bajos (MegaCharts)      | 66             |
| Suecia (Sverigetopplistan)     | 72             |

| Año  | Sencillo        | Lista             | Mejor posición |
| ---- | --------------- | ----------------- | -------------- |
| 1972 | «Tumbling Dice» | UK Top 50 Singles | 5              |
| 1972 | «Tumbling Dice» | Billboard Hot 100 | 7              |
| 1972 | «Happy»         | Billboard Hot 100 | 22             |

| Listas                                       | Mejor posición |
| -------------------------------------------- | -------------- |
| Alemania (Media Control)                     | 3              |
| Argentina (CAPIF)                            | 5              |
| Australia (ARIA Chart)                       | 6              |
| Austria (Ö3 Austria Top 40)                  | 7              |
| Bélgica (Ultratop Flandes)                   | 8              |
| Bélgica (Ultratop Valona)                    | 9              |
| Canadá (RPM)                                 | 3              |
| Corea del Sur (Gaon Chart)                   | 8              |
| Dinamarca (Hitlisten)                        | 5              |
| Escocia (Scottish Singles and Albums Charts) | 1              |
| España (Promusicae)                          | 2              |
| Estados Unidos (Billboard 200)               | 2              |
| Finlandia (Suomen virallinen lista)          | 25             |
| Francia (SNEP)                               | 2              |
| Grecia (IFPI)                                | 2              |
| Irlanda (IRMA)                               | 11             |
| Italia (FIMI)                                | 4              |
| Japón (Oricon)                               | 12             |
| Noruega (VG-lista)                           | 1              |
| Nueva Zelanda (RIANZ)                        | 4              |
| Países Bajos (MegaCharts)                    | 2              |
| Reino Unido (UK Albums Chart)                | 1              |
| República Checa (Rádio Top 100)              | 42             |
| Suecia (Sverigetopplistan)                   | 1              |
| Suiza (Schweizer Hitparade)                  | 8              |

## Certificaciones
| País                  | Certificación | Ventas certificadas |
| --------------------- | ------------- | ------------------- |
| Australia (ARIA)      | Platino       | 70,000^             |
| Estados Unidos (RIAA) | Platino       | 1,000,000^          |
| Italia (FIMI)         | Oro           | 50,000^             |
| Nueva Zelanda (RMNZ)  | Oro           | 7,500^              |
| Reino Unido (BPI)     | Platino       | 300,000^            |

Nota: ^ Cifras de ventas basadas únicamente en la certificación